# Жак-Ален Міллер
Жак-Ален Міллер (фр. Jacques-Alain Miller ; рід. 14 лютого 1944, Шатору) — французький психоаналітик лаканівської школи, декан факультету психоаналізу Університету Париж VIII ; зять Жака Лакана та спадкоємець його доробку.

## З біографії
Спочатку навчався у Луї Альтюссера, за завданням якого в 1964 р. ознайомився з працями Лакана, після чого став його найближчим учнем і помічником, а згодом також одружився з його дочкою. Після смерті Лакана редагував видання всіх лаканівських семінарів і є визнаним головою французької психоаналітичної школи, співпрацюючи з такими значними постатями, як Славой Жижек (учень Міллера) та Ален Бадью.
Він створив інституційну основу для психоаналізу лаканівської орієнтації, заснувавши в 1992 році Світову психоаналітичну Асоціацію (Association Mondiale de Psychanalyse), що об'єднує 8 шкіл психоаналізу по всьому світу, серед яких — Нова Лаканівська Школа (NLS) Починаючи з 1973 року, у середу, в Консерваторії мистецтва та ремесел (Arts et Métiers), він читає щотижневі лекції, відкриті для широкої публіки і які мають спільний титр «Лаканівська орієнтація».
Якщо початок творчості самого Жака Лакана можна розглядати як коментування праць Фрейда, внаслідок чого, власне, і виникне унікальний т.з. лакановський психоаналіз, щось подібне можна сказати і про Жака-Алена Міллера: його відкриті лекції в Консерваторії мистецтва та ремесел безсумнівно нагадують Семінар Жака Лакана, основою яких є коментар, або перечитування лаканівських текстів. Водночас його робота спрямована також і на продовження клінічних пошуків, завдяки чому психоаналіз зберігає свій статус живої дисципліни: так, наприклад, з'являється поняття «ординарний психоз», за яким криється опис нових клінічних реалій сучасного світу, цілий ряд інших понять і концепцій, що є результатом роботи не тільки Жака-Алена Міллера, а й самої Світової психоаналітичної асоціації.
Міллер є автором великої кількості статей і книг (перекладених на всі основні європейські мови), більшість з яких видана іспанською мовою.

## Публікації
- Entretien sur le séminaire avec François Ansermet. Navarin, 1985.
- Silence brisé : entretien sur le mouvement psychanalytique / MILLER Jacques -Alain ; ETCHEGOYEN R. Horacio. 1996. — * Qui sont vos psychanalystes? sous la direction de JA Miller, Paris, Seuil, 2002
- Lakant, Navarin-Seuil, 2003
- Le transfert négatif, Navarin-Seuil, 2005
- Lettres à l'opinion éclairée, Paris, Seuil, 2002
- Un début dans la vie, Paris, Le Promeneur, Gallimard, 2002
- Le neveu de Lacan, Paris, Verdier, 2003
- Le secret des dieux, Paris, Navarin editor, 2005
- Voulez-vous être évalué ? Entretien sur une machine d'imposture (avec Jean-Claude Milner), Paris, Grasset, 2004, coll. "Figures".

(Dir.) 
- L'Anti-livre noir de la psychanalyse, avec Gérard Miller, Agnès Aflalo, et Marie-Claude Sureau, Paris, Le Seuil, 2006.
- Vie de Lacan, Paris, Navarin, 2011, 24 p.
- L'Os d'une cure, Paris, Navarin, 2018, 89 p.
- Lacan Redivivus, Paris, Navarin, 2021.